# Misje dyplomatyczne Portugalii

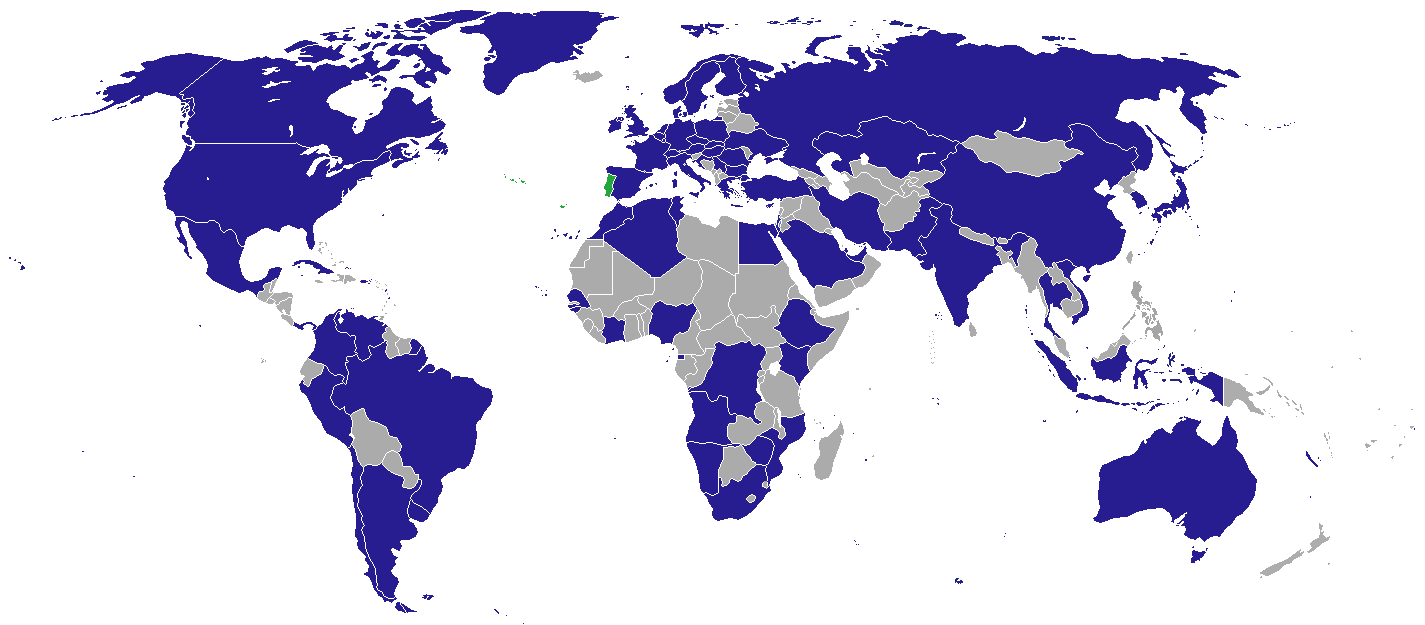
Kraje, w których Republika Portugalska ma swoje przedstawicielstwa dyplomatyczne

Misje dyplomatyczne Portugalii  – przedstawicielstwa dyplomatyczne Republiki Portugalskiej przy innych państwach i organizacjach międzynarodowych. Poniższa lista zawiera wykaz obecnych ambasad i konsulatów zawodowych. Nie uwzględniono konsulatów honorowych.

## Europa
- Andora
  - Andora (ambasada)
- Austria
  - Wiedeń (ambasada)
- Belgia
  - Bruksela (ambasada)
- Bośnia i Hercegowina
  - Sarajewo (Misja tymczasowa)
- Bułgaria
  - Sofia (ambasada)
- Chorwacja
  - Zagrzeb (ambasada)
- Cypr
  - Nikozja (ambasada)
- Czechy
  - Praga (ambasada)
- Dania
  - Kopenhaga (ambasada)
- Estonia
  - Tallinn (ambasada)
- Finlandia
  - Helsinki (ambasada)
- Francja
  - Paryż (ambasada)
  - Bordeaux (konsulat generalny)
  - Lyon (konsulat generalny)
  - Marsylia (konsulat generalny)
  - Strasburg (konsulat generalny)
  - Clermont-Ferrand (konsulat)
  - Nantes (konsulat)
  - Tuluza (wicekonsulat)
- Grecja
  - Ateny (ambasada)
- Hiszpania
  - Madryt (ambasada)
  - Barcelona (konsulat generalny)
  - Sewilla (konsulat generalny)
  - Vigo (wicekonsulat)
- Holandia
  - Haga (ambasada)
- Irlandia
  - Dublin (ambasada)
- Litwa
  - Wilno (ambasada)
- Luksemburg
  - Luksemburg (ambasada)
- Łotwa
  - Ryga (ambasada)
- Malta
  - Valletta (ambasada)
- Niemcy
  - Berlin (ambasada)
  - Düsseldorf (konsulat generalny)

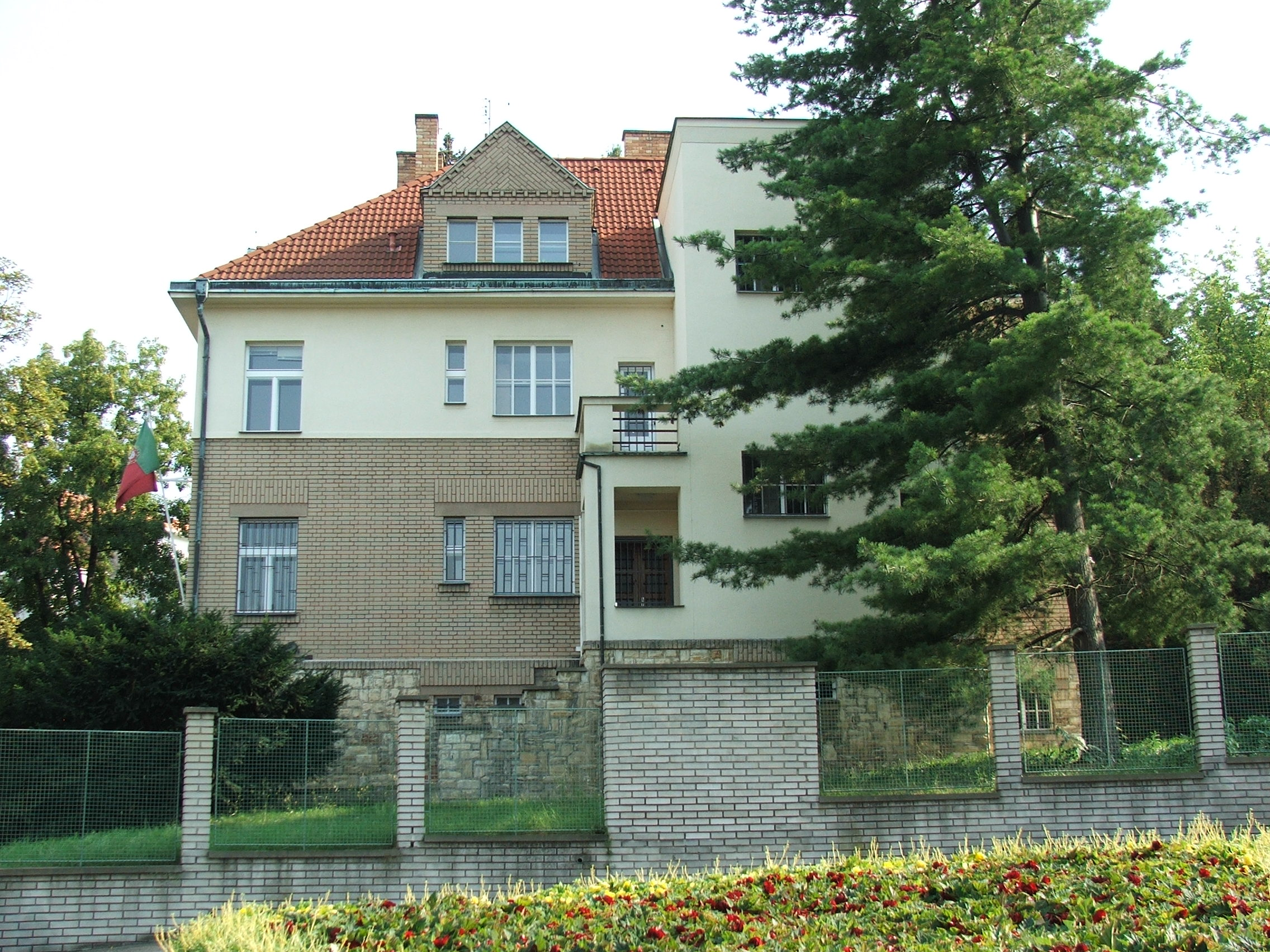
Ambasada Portugalii w Pradze

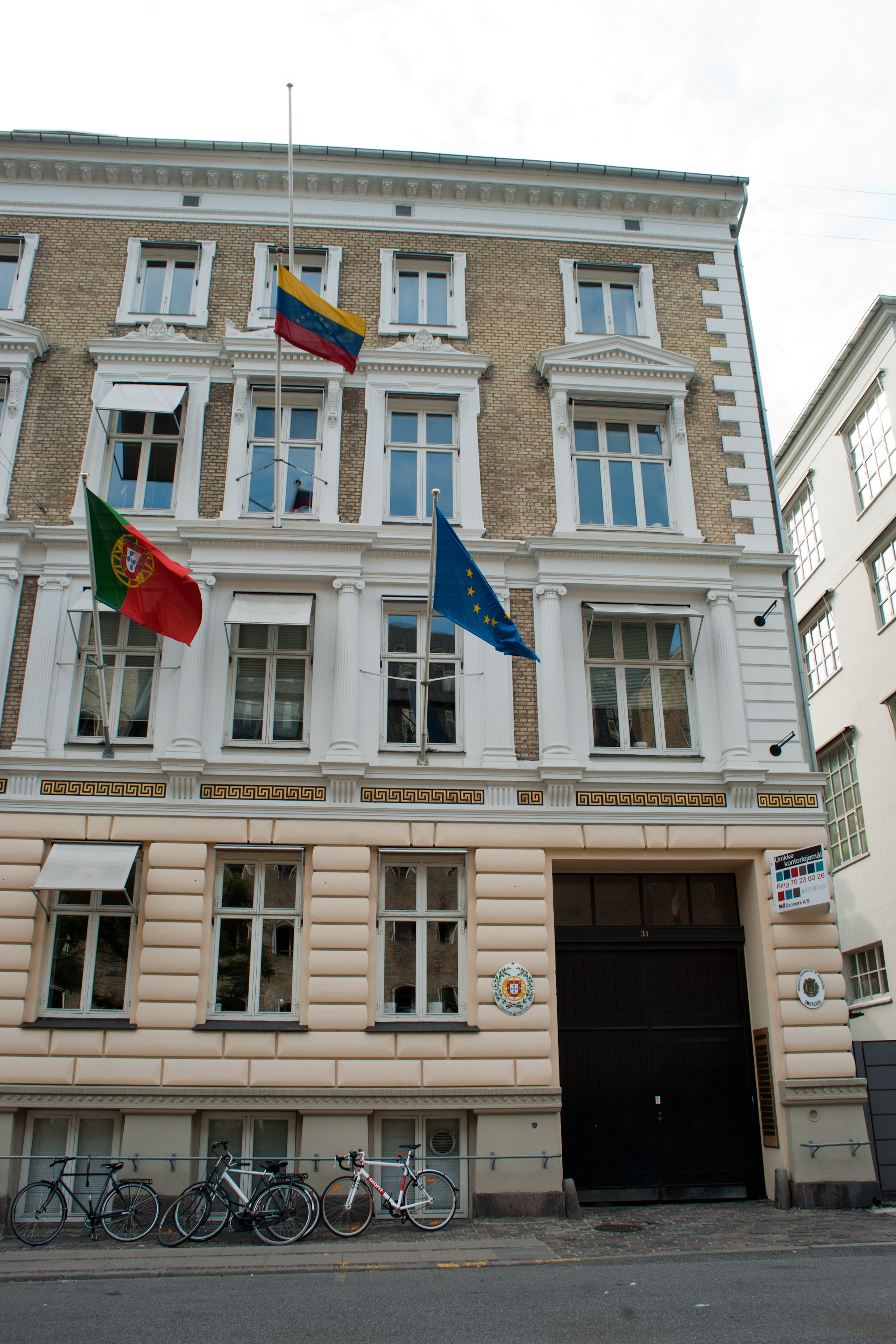
Ambasada Portugalii i Wenezueli w Kopenhadze

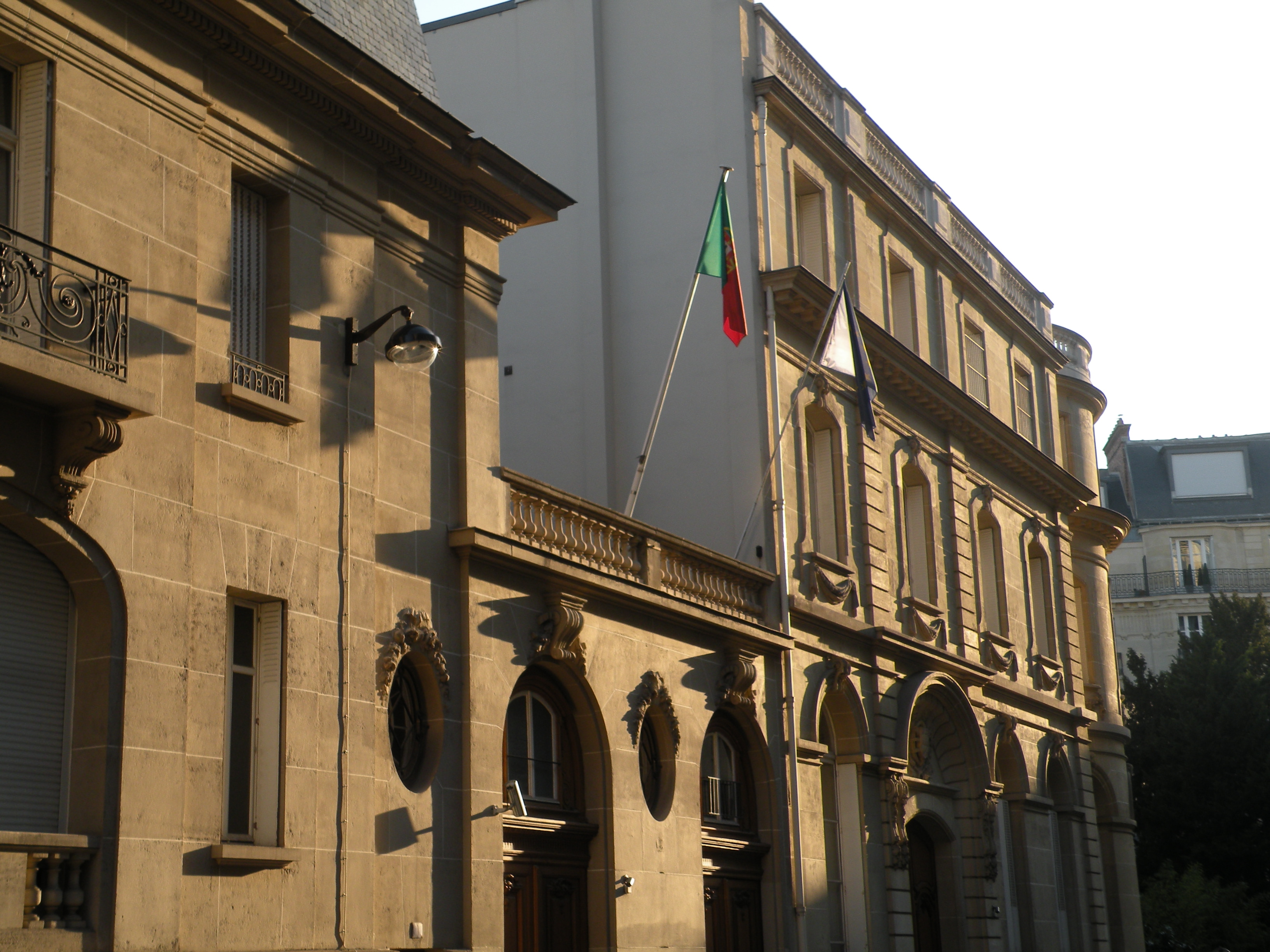
Ambasada Portugalii w Paryżu

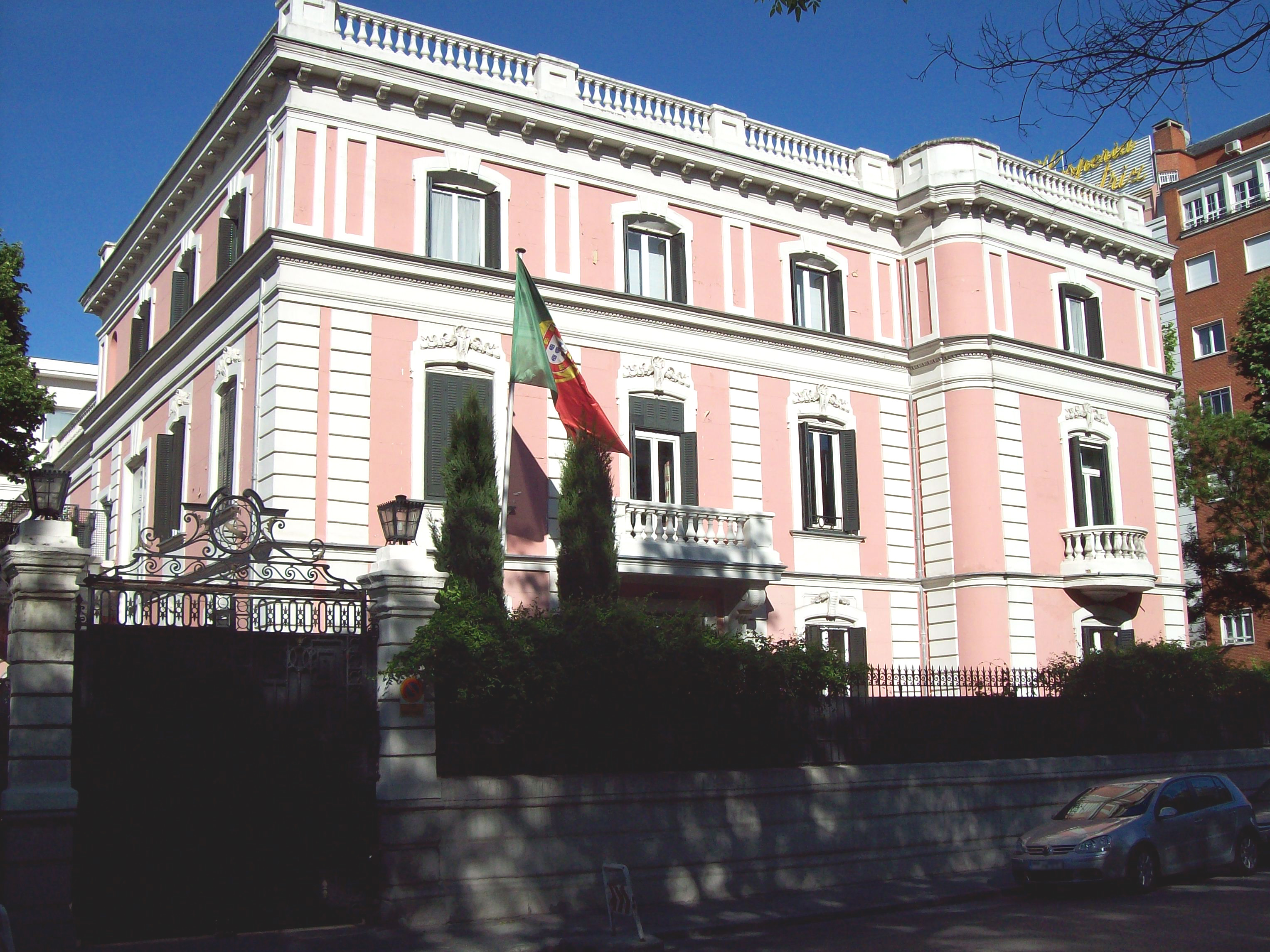
Ambasada Portugalii w Madrycie

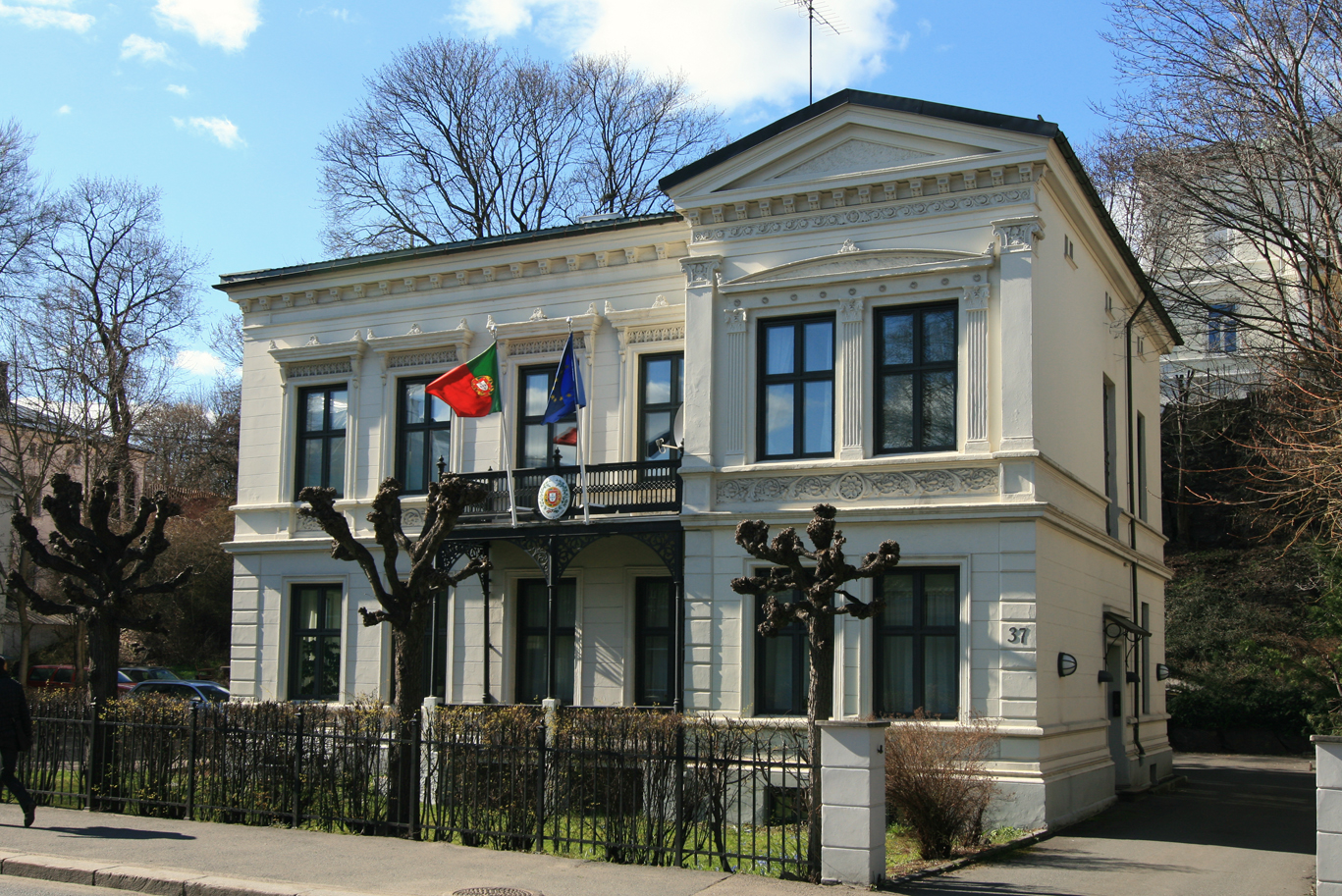
Ambasada Portugalii w Oslo

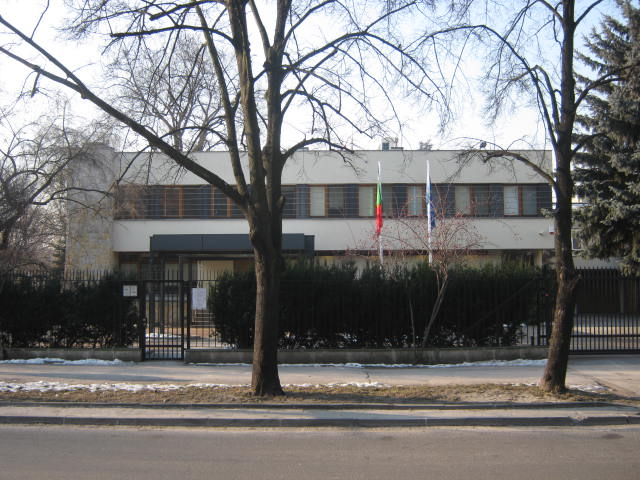
Ambasada Portugalii w Warszawie

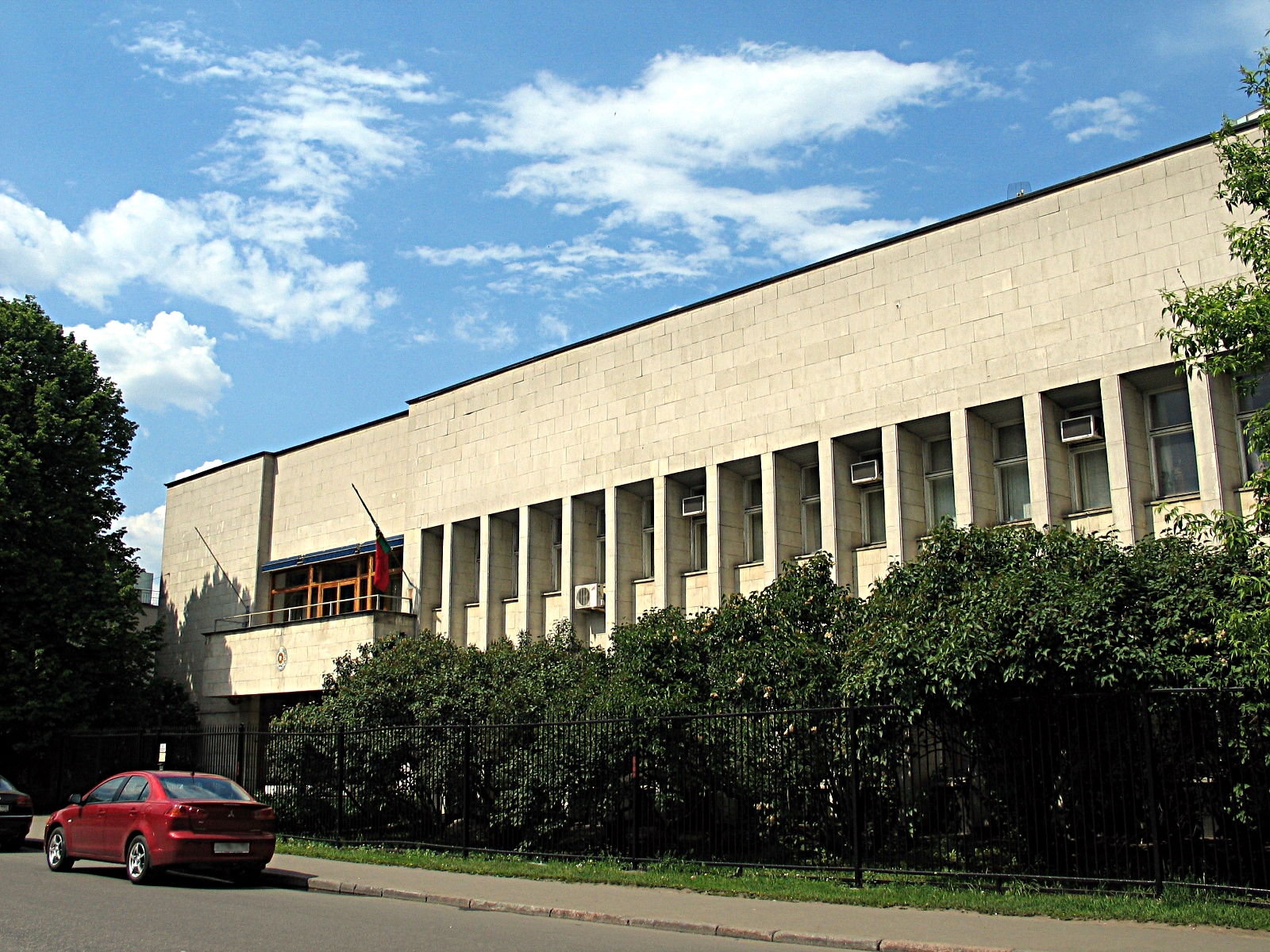
Ambasada Portugalii w Moskwie

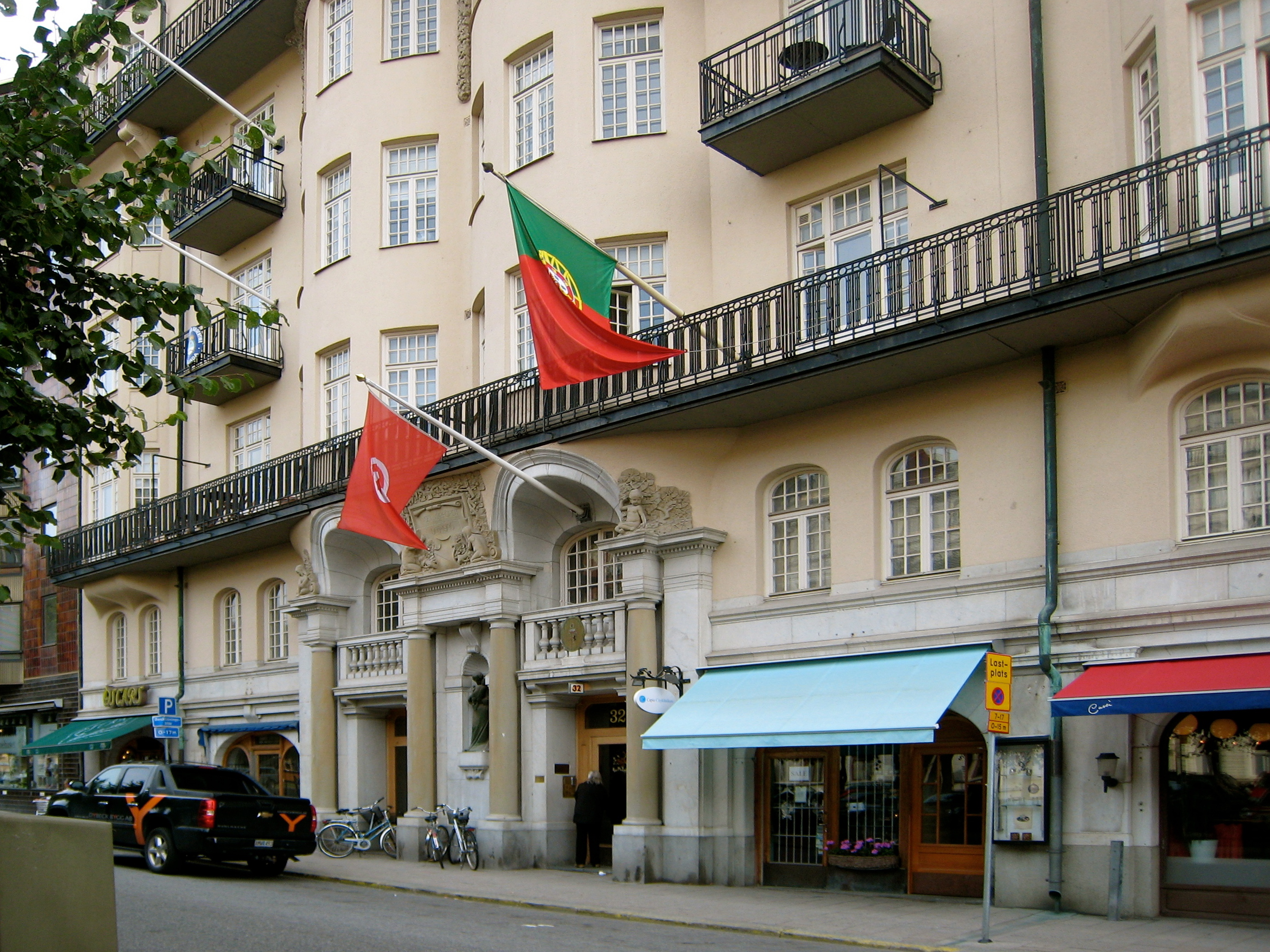
Ambasada Portugalii w Sztokholmie

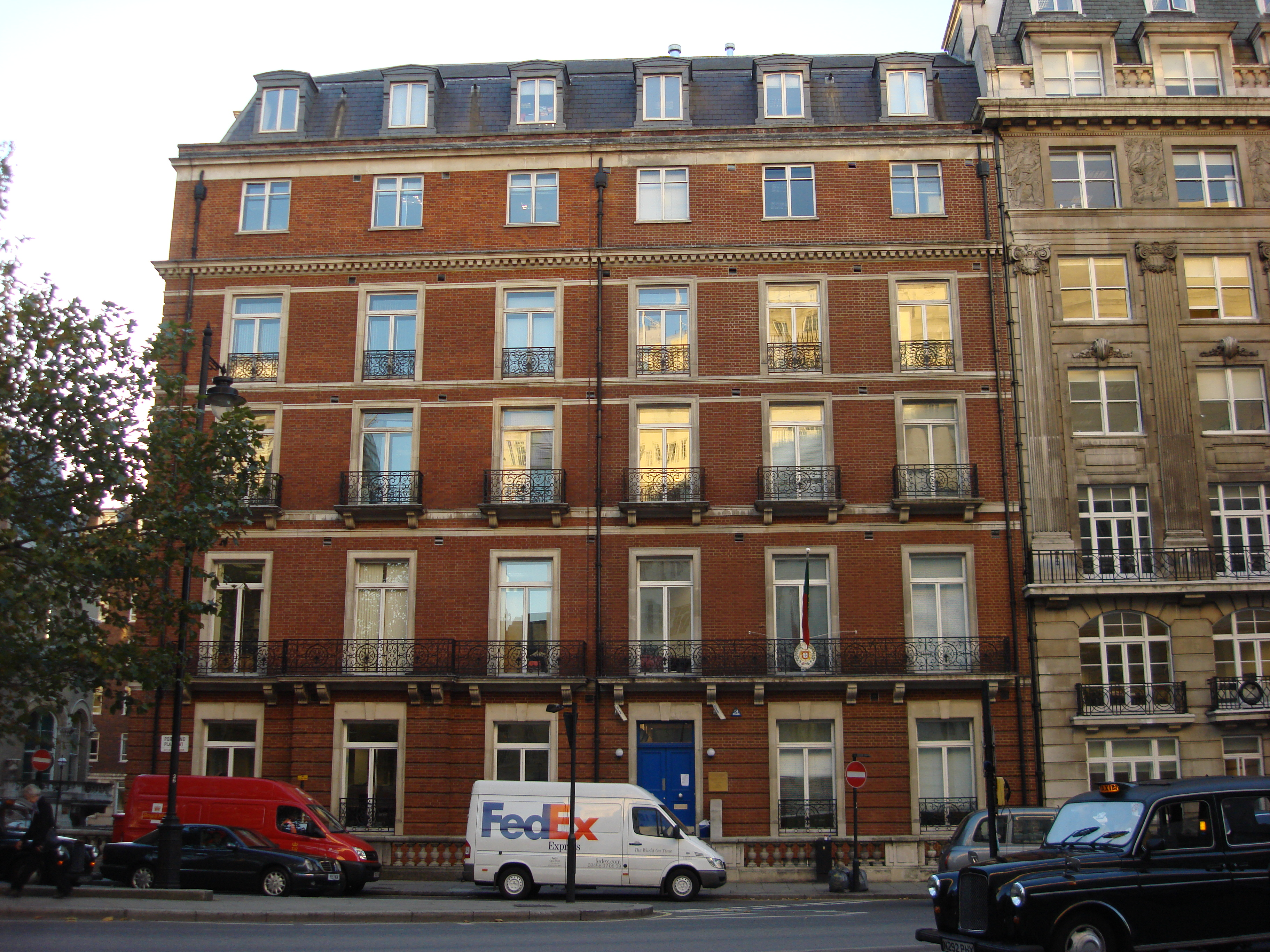
Ambasada Portugalii, Argentyny i Tunezji w Londynie

  - Frankfurt nad Menem (konsulat generalny)
  - Hamburg (konsulat generalny)
  - Stuttgart (konsulat generalny)
  - Osnabrück (wicekonsulat)
- Norwegia
  - Oslo (ambasada)
- Polska
  - Warszawa (Ambasada)
- Rosja
  - Moskwa (ambasada)
- Rumunia
  - Bukareszt (ambasada)
- Serbia
  - Belgrad (ambasada)
- Słowacja
  - Bratysława (ambasada)
- Słowenia
  - Lublana (ambasada)
- Stolica Apostolska
  - Rzym (ambasada)
- Szwajcaria
  - Berno (ambasada)
  - Genewa (konsulat generalny)
  - Zurych (konsulat generalny)
- Szwecja
  - Sztokholm (ambasada)
- Turcja
  - Ankara (ambasada)
- Ukraina
  - Kijów (ambasada)
- Węgry
  - Budapeszt (ambasada)
- Wielka Brytania
  - Londyn (ambasada)
  - Manchester (konsulat generalny)
- Włochy
  - Rzym (ambasada)

## Ameryka Północna, Środkowa i Karaiby
- Kanada
  - Ottawa (ambasada)
  - Montreal (konsulat generalny)
  - Toronto (konsulat generalny)
  - Vancouver (konsulat generalny)
- Kuba
  - Hawana (ambasada)
- Meksyk
  - Meksyk (ambasada)
- Stany Zjednoczone
  - Waszyngton (ambasada)
  - Boston (konsulat generalny)
  - Newark (konsulat generalny)
  - Nowy Jork (konsulat generalny)

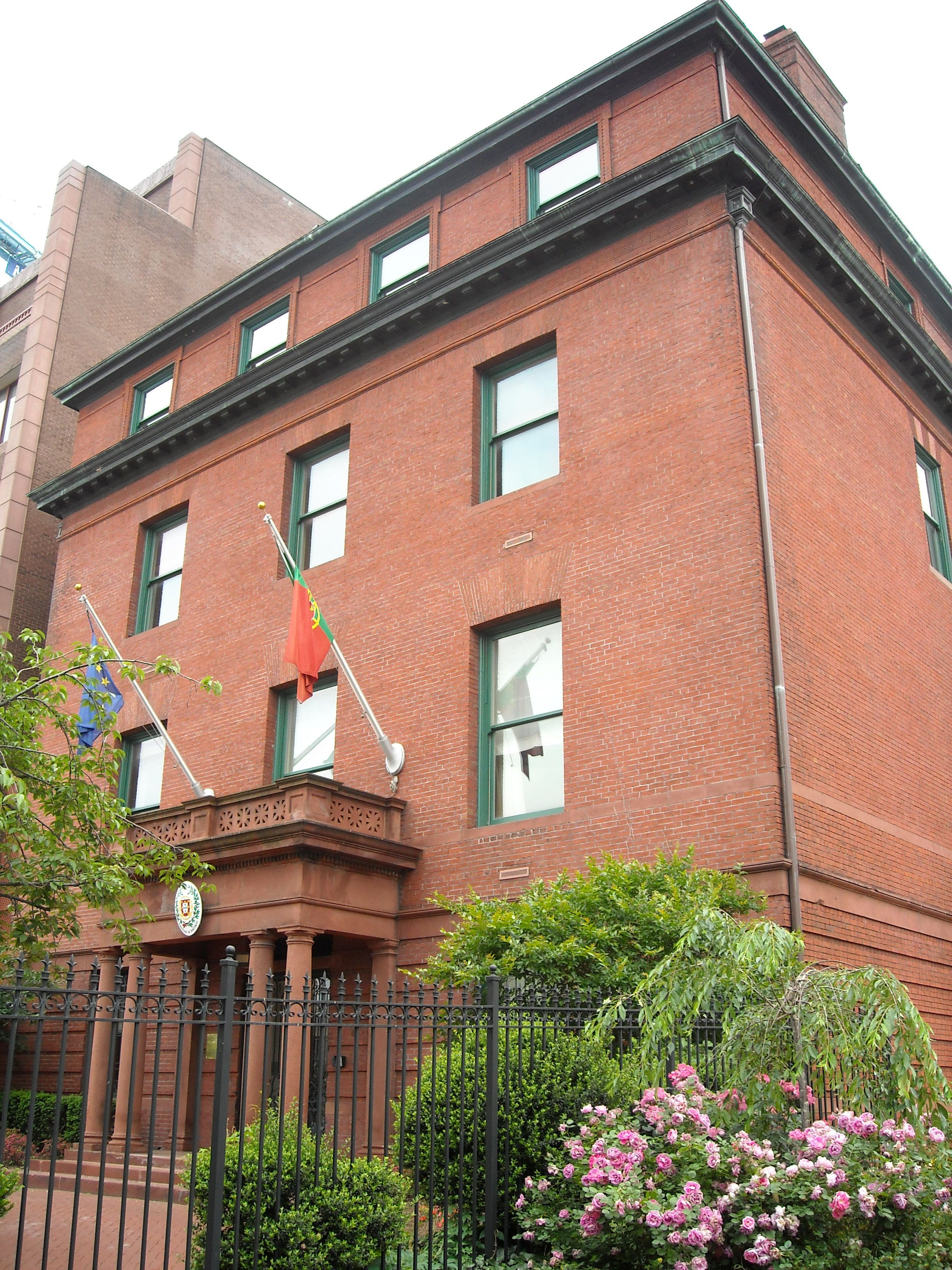
Ambasada Portugalii w Waszyngtonie

  - San Francisco (konsulat generalny)
  - New Bedford (konsulat)
  - Providence (konsulat)

## Ameryka Południowa
- Argentyna
  - Buenos Aires (ambasada)
- Brazylia
  - Brasília (ambasada)
  - Rio de Janeiro (konsulat generalny)
  - Salvador (konsulat generalny)
  - São Paulo (konsulat generalny)
  - Belo Horizonte (konsulat)
  - Kurytyba (konsulat)
  - Belém (wicekonsulat)
  - Porto Alegre (wicekonsulat)
  - Recife (wicekonsulat)
- Chile
  - Santiago (ambasada)
- Kolumbia
  - Bogota (ambasada)
- Peru
  - Lima (ambasada)
- Urugwaj
  - Montevideo (ambasada)
- Wenezuela
  - Caracas (ambasada)
  - Valencia (konsulat generalny)

## Afryka
- Algieria
  - Algier (ambasada)
- Angola
  - Luanda (ambasada)
  - Benguela (konsulat generalny)
- Demokratyczna Republika Konga
  - Kinszasa (ambasada)
- Egipt
  - Kair (ambasada)
- Etiopia
  - Addis Abeba (ambasada)
- Gwinea Bissau
  - Bissau (ambasada)
- Kenia
  - Nairobi (ambasada)
- Libia
  - Trypolis (ambasada)
- Maroko
  - Rabat (ambasada)
- Mozambik
  - Maputo (ambasada)
  - Beira (konsulat generalny)
- Nigeria
  - Abudża (ambasada)
- Południowa Afryka
  - Pretoria (ambasada)

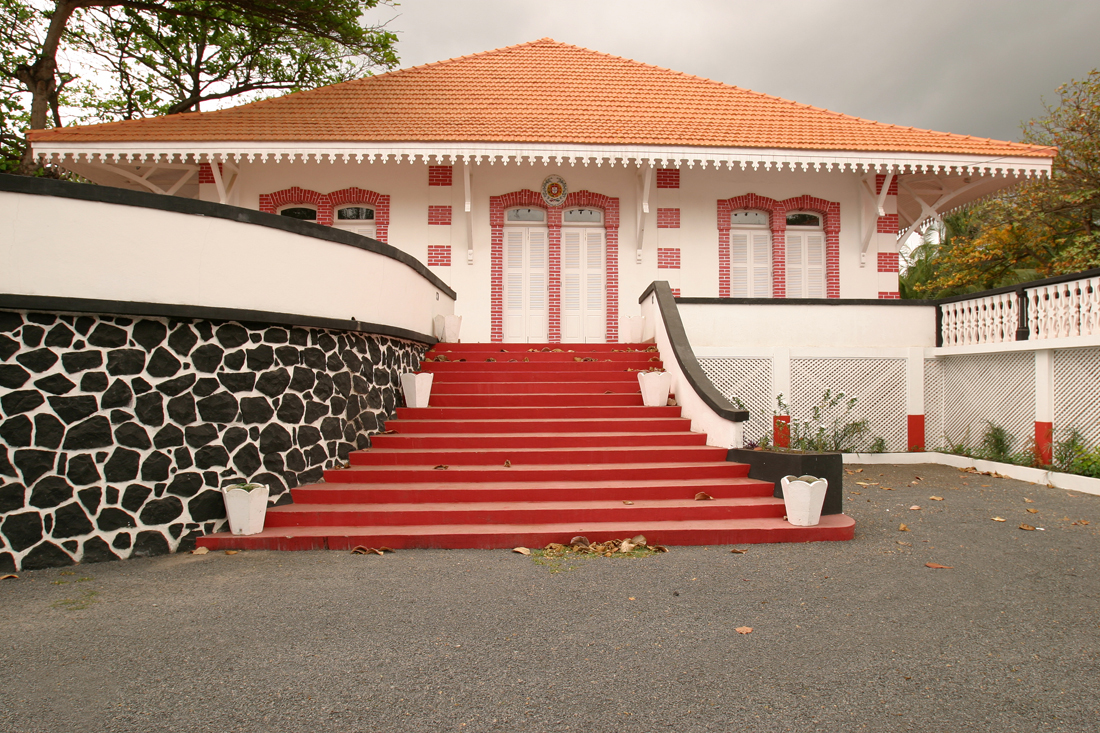
Ambasada Portugalii w São Tomé

  - Johannesburg (konsulat generalny)
  - Kapsztad (konsulat generalny)
- Republika Zielonego Przylądka
  - Praia (ambasada)
- Senegal
  - Dakar (ambasada)
- Tunezja
  - Tunis (ambasada)
- Wyspy Świętego Tomasza i Książęca
  - São Tomé (ambasada)
- Zimbabwe
  - Harare (ambasada)

## Azja

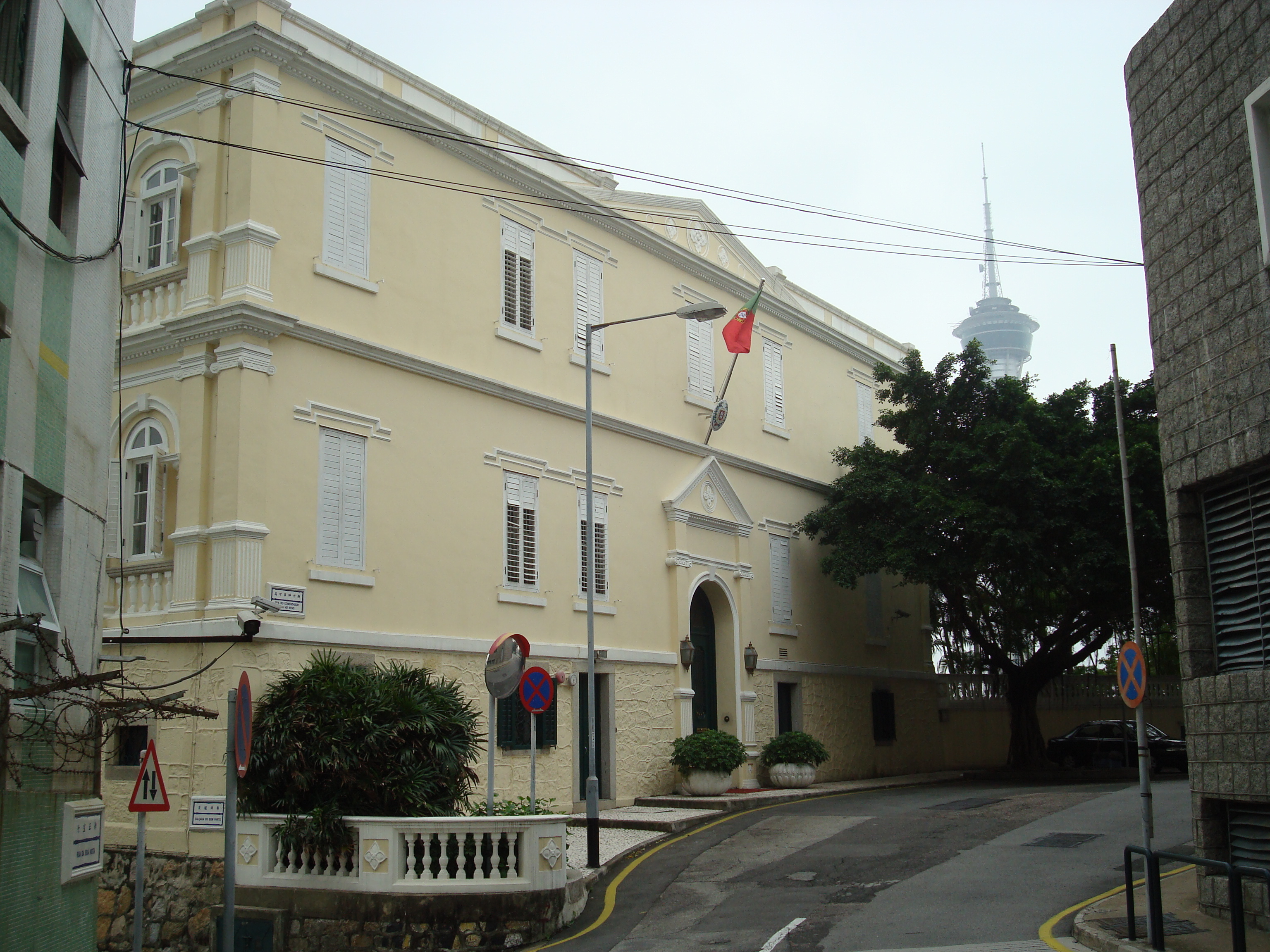
Konsulat generalny Portugalii w Makau

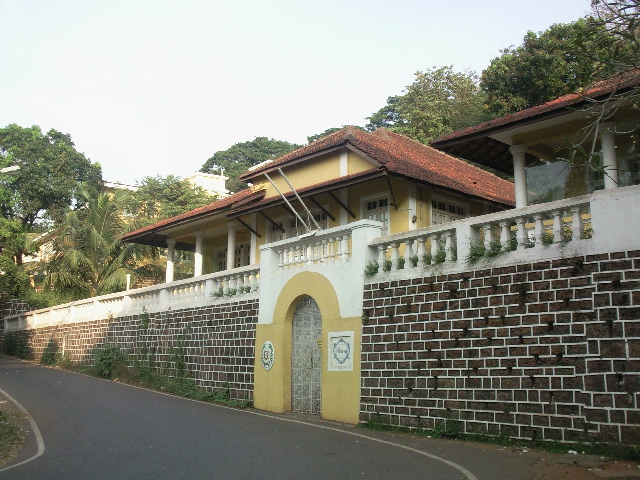
Konsulat generalny Portugalii w Goa

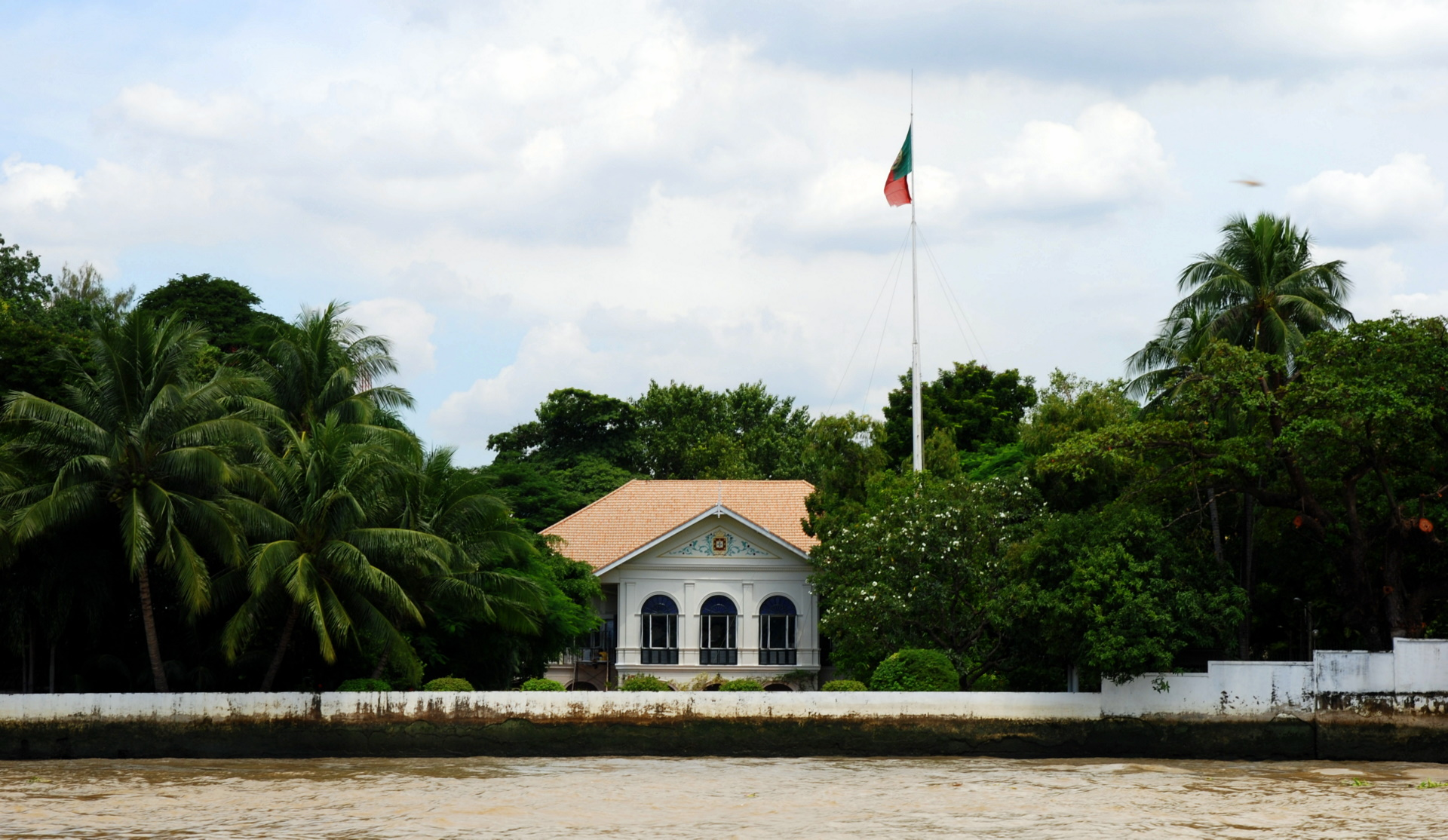
Ambasada Portugalii w Bangkoku

- Arabia Saudyjska
  - Rijad (ambasada)
- Chiny
  - Pekin (ambasada)
  - Makau (konsulat generalny)
  - Szanghaj (konsulat generalny)
- Indie
  - Nowe Delhi (ambasada)
  - Goa (konsulat generalny)
- Indonezja
  - Dżakarta (ambasada)
- Iran
  - Teheran (ambasada)
- Izrael
  - Tel Awiw-Jafa (ambasada)
- Japonia
  - Tokio (ambasada)
- Korea Południowa
  - Seul (ambasada)
- Pakistan
  - Islamabad (ambasada)
- Palestyna
  - Ramallah (Przedstawicielstwo)
- Singapur
  - Singapur (ambasada)
- Tajlandia
  - Bangkok (ambasada)
- Timor Wschodni
  - Dili (ambasada)

## Australia i Oceania
- Australia
  - Canberra (ambasada)
  - Sydney (konsulat generalny)

## Organizacje międzynarodowe
- Nowy Jork - Stałe Przedstawicielstwo przy Organizacji Narodów Zjednoczonych
- Genewa - Stałe Przedstawicielstwo przy Biurze Narodów Zjednoczonych i innych organizacjach
- Wiedeń - Stałe Przedstawicielstwo przy Biurze Narodów Zjednoczonych
- Paryż - Stałe Przedstawicielstwo przy UNESCO
- Bruksela - Stałe Przedstawicielstwo przy Unii Europejskiej
- Strasburg - Stałe Przedstawicielstwo przy Radzie Europy